# Sainte-Suzanne-sur-Vire
Sainte-Suzanne-sur-Vire település Franciaországban, Manche megyében. Lakosainak száma 694 fő (2022. január 1.). Sainte-Suzanne-sur-Vire Baudre, Condé-sur-Vire és Bourgvallées községekkel határos.

## Népesség
A település népessége az elmúlt években az alábbi módon változott:
| Lakosok száma | 309  | 413  | 475  | 504  | 650  | 674  | 685  | 696  | 699  | 694  |
|               | 1968 | 1982 | 1990 | 2006 | 2013 | 2015 | 2017 | 2019 | 2020 | 2022 |